# Titus Vitellius Atillianus
Titus Vitellius Atillianus (vollständige Namensform Titus Vitellius Titi filius Atillianus) war ein im 2. Jahrhundert n. Chr. lebender Angehöriger der römischen Armee. Durch eine Inschrift, die in Lambaesis gefunden wurde, ist seine militärische Laufbahn bekannt.
Atillianus diente als Centurio in den folgenden Legionen: in der Legio IIII Flavia, die ihr Hauptlager in Singidunum in der Provinz Moesia superior hatte, in der Legio VII Claudia, die ihr Hauptlager in Viminacium ebenfalls in Moesia superior hatte, in der Legio XII Fulminata, die ihr Hauptlager in Melitene in Cappadocia hatte, in der Legio XV Apollinaris, die ihr Hauptlager in Satala ebenfalls in Cappadocia hatte, in der Legio VIII Augusta, die ihr Hauptlager in Argentorate in Germania superior hatte, in der Legio II Augusta, die ihr Hauptlager in Isca Silurum in Britannia hatte, ein weiteres Mal in der Legio VII Claudia, in der Legio II Adiutrix, die ihr Hauptlager in Aquincum in Pannonia inferior hatte, in der Legio VI Victrix, die ihr Hauptlager in Eburacum in Britannia hatte und zuletzt in der Legio III Augusta, die ihr Hauptlager in Lambaesis in Africa hatte.
Atillianus stammte aus Viminacium in der Provinz Moesia superior. Er starb im Alter von 71 Jahren (vixit annos LXXI), nachdem er 48 Jahre in der Armee gedient hatte (militavit annos XLVIII); sowohl James Robert Summerly als auch Yann Le Bohec gehen davon aus, dass Atillianus im aktiven Dienst starb. Die Inschrift wurde durch seinen Freigelassenen Vitellius Achilleus errichtet.
James Robert Summerly datiert die Laufbahn von Atillianus in einen Zeitraum zwischen 117 und 200. Yann Le Bohec datiert die Inschrift ins 2. Jahrhundert.

## Reihenfolge der Legionen
James Robert Summerly geht davon aus, dass die Legionen, in denen Atillianus diente, in der Inschrift in aufsteigender Reihenfolge angegeben sind, mit Ausnahme der Legio III Augusta, die als erste Legion angegeben ist. In diesem Fall wären die beiden ersten Legionen, in denen Atillianus als Centurio diente, die Legio IIII Flavia und die Legio VII Claudia gewesen, die beiden letzten die Legio VI Victrix und die Legio III Augusta.
Yann Le Bohec nimmt dagegen an, dass die Reihenfolge der Legionen in der Inschrift als cursus inversus, d. h. in absteigender Reihenfolge angegeben ist. Die beiden ersten Legionen wären in diesem Fall die Legio VI Victrix und die Legio II Adiutrix gewesen, die beiden letzten die Legio IIII Flavia und die Legio III Augusta.
Die oben angegebene Reihenfolge der Legionen und der Stationierungsprovinzen folgt James Robert Summerly.